# Ладанник критский
Ладанник крымский (лат. Cistus creticus) — вид кустарникового растения семейства ладанниковых. Распространён в Восточном Средиземноморье (Балканский полуостров, Западное Закавказье, Малая Азия, Палестина). Широко распространён на западной части южном берегу Крыма от мыса Айя до села Малореченское. Ксерофит. Описан Карлом Линнем в 1759 году как Cistus cretica.
Нанофанерофит. Густо-разветвлённые кусты высотой  30—70 (150) см с блестящими, беловато-зелёными листьями, которые ко времени цветения покрываются обыкновенно крупными розовыми цветами, весьма похожими на розу. выделяют из своих ветвей и листьев душистую смолу лабданум, известную под именем «ладан». Растение зимово-летнее зелёное, опушенное густыми волосками. Листья от удлиненно яйцевидных к эллиптическим, морщинистые, опушенные, супротивные, 1—5 см длиной, 1—2 см шириной. Цветки 4—5 см диаметром, розовые, одиночные. Плод — овальная волосистая коробочка до 0,8 см длиной. Цветет в мае—июле, плодоносит в июле—августе. Размножается семенами.
Выращивают как декоративное, эфиромасличное, противоэрозионное и почвообразующее растение.
Ладанник крымский Cistus creticus subsp. eriocephalus (Viv.) Greuter & Burdet, 1981 ранее считался отдельным видом Cistus tauricus J.Presl et C.Presl, 1822. Охраняется в Ялтинском горно-лесном природном заповеднике и в природном заповеднике «Мыс Мартьян», в заказниках общегосударственного значения «Мыс Айя» и «Аю-Даг». Выращивают в Никитском ботаническом саду как декоративное и эфиромасличное растение. Иногда ограничено культивируют в садах и парках Крыма. Ладанник крымский внесён в Красную книгу Республики Крым и Красную книгу Краснодарского края.

## Подвиды
- Cistus creticus subsp. corsicus (Loisel.) Greuter & Burdet, 1981
- Cistus creticus subsp. creticus L., 1759
- Cistus creticus subsp. eriocephalus (Viv.) Greuter & Burdet, 1981
- Cistus creticus subsp. trabutii (Maire) Dobignard, 1992